# Niżnia Mnichowa Przełączka
Niżnia Mnichowa Przełączka (ok. 2025 m) – przełączka będąca szerokim i płytkim wcięciem między Mnichową Kopą a Ministrantem w Dolinie za Mnichem w polskiej części Tatr Wysokich. Południowo-wschodnie stoki obrywają się pionową ścianą do Mnichowego Żlebu, pod północno-zachodnimi znajduje się Mnichowy Piarg.
Okolice przełączki i prowadzące nią taternickie ścieżki opisuje Władysław Cywiński w 8 tomie przewodnika wspinaczkowego Tatry, nie podaje jednak nazwy tej przełączki. Brak jej również w Wielkiej encyklopedii tatrzańskiej.